# فورست ویل (نیو ساوت ولز)
فورست ویل (به انگلیسی: Forestville) یک حومه شهر در استرالیا است که در نیو ساوت ولز واقع شده‌است.